# Syrjäpuolijärvi
Syrjäpuolijärvi eller Postpeljärvi är en sjö i Finland. Den ligger i kommunen Enare i landskapet Lappland, i den norra delen av landet, 1 000 km norr om huvudstaden Helsingfors. Syrjäpuolijärvi ligger 114,6 meter över havet. Arean är 65,7 hektar och strandlinjen är 7,32 kilometer lång. Sjön  ingår i Neidenälvens huvudavrinningsområde. 